# David Campos
David Campos (Puerto Barrios, 28 de septiembre de 1970), es un político que ocupa el cargo de vicepresidente del Partido Demócrata de California. En 2008 fue elegido miembro de la Junta de Supervisores de San Francisco, donde representó al Distrito 9 de San Francisco (Bernal Heights, Portola y la Misión Interior) hasta 2016, cuando terminó su mandato. Durante su gestión, Campos intentó prohibir la construcción de viviendas a precio de mercado en su distrito.

## Biografía
David Campos nació en Puerto Barrios, Guatemala. Su padre era meteorólogo. Su familia intentó cruzar la frontera ilegalmente cuando David tenía 11 años, pero fueron capturados y deportados. Alrededor de 1983, su padre logró cruzar la frontera y se fue a Los Ángeles, donde se convirtió en carpintero. En 1985, a los 14 años, junto con su madre y dos hermanas, huyó de Guatemala y emigró ilegalmente a Estados Unidos. Campos se graduó de la Jefferson High School en South Central Los Ángeles. En 1993, se graduó de la Universidad de Stanford con una licenciatura en ciencias políticas. Mientras asistía a la Facultad de Derecho de Harvard de 1993 a 1996, Campos se convirtió en residente permanente de los Estados Unidos y conoció a su pareja, Phil Hwang. Se casaron en 2014.
Campos se convirtió en Fiscal Adjunto de la Ciudad y el Condado de San Francisco en 1999. Según su biografía en el sitio web del gobierno del Condado de Santa Clara, Campos fue Fiscal Adjunto de la Ciudad entre 1999 y 2004. Campos fue consejero general del Distrito Escolar Unificado de San Francisco de 2004 a 2007. Mientras era consejero general, Campos formó parte de la Comisión de Policía de San Francisco de 2005 a 2008.

## Junta de Supervisores de San Francisco
En 2008, Campos fue elegido miembro de la Junta de Supervisores de San Francisco, representando al Distrito 9 (Bernal Heights, Portola y la Misión Interior), sucediendo al recién electo miembro de la Asamblea Estatal, Tom Ammiano. El alcalde Gavin Newsom nombró a Campos para ocupar el puesto vacante en la supervisión el 4 de diciembre de 2008, un mes antes de que los demás supervisores fueran elegidos en noviembre de 2008. Su predecesor, Ammiano, había renunciado a la Junta de Supervisores de San Francisco a principios de diciembre para comenzar su mandato en la Asamblea Estatal de California.
En agosto de 2009, Campos presentó una legislación que buscaba proteger a los jóvenes inmigrantes indocumentados de la deportación y la separación de sus familias por parte de la policía de San Francisco. La legislación habría requerido que las autoridades locales esperaran una condena penal antes de entregar a los jóvenes a ICE.
En mayo de 2013, la Junta de Supervisores de San Francisco aprobó por unanimidad la legislación de Campos sobre la Zona de Protección de Acceso a la Atención Médica. La legislación creó una zona de protección libre de acoso de 25 pies alrededor de todas las clínicas de salud independientes de la ciudad. La sanción por violar la zona de protección es una multa de hasta $1 000 o tres meses de cárcel. La ordenanza también amplía la Ley Federal de Libertad de Acceso a las Entradas de Clínicas, que convierte en un delito federal el uso de fuerza física o intimidación para evitar que una persona entre en una clínica de salud reproductiva.
En septiembre de 2012, los supervisores de San Francisco votaron 8-3 para aprobar la legislación de Campos, CleanPowerSF. CleanPowerSF es un programa de energía limpia de propiedad pública que permite a los residentes optar por comprar electricidad generada a partir de fuentes renovables en lugar de PG&E, la compañía de servicios dominante en la ciudad. En última instancia, el plan utilizará los ingresos del programa para ayudar a construir la propia infraestructura de energía renovable de la ciudad, incluidos generadores de energía eólica y solar.

### Posiciones sobre la vivienda
Durante su mandato en la Junta de Supervisores, se construyeron un promedio de 157 viviendas por año en el distrito de la Misión (32 de ellas unidades subsidiadas). Según una estimación, Campos se opuso a la construcción de unidades con capacidad para albergar a 6 058 personas, incluidas viviendas subsidiadas para 3 930 personas de bajos ingresos. Entre los desarrollos que Campos rechazó se encontraba una propuesta de 2016 para convertir un terreno con un almacén abandonado en viviendas para 227 personas, incluidas 45 de bajos ingresos. Campos argumentó que el desarrollo perjudicaría la vitalidad de su distrito. La propuesta fue bloqueada; en 2022, el lote todavía contenía solo un almacén abandonado.
En 2015 y 2016, mientras formaba parte de la Junta de Supervisores de San Francisco, Campos presentó propuestas para prohibir la construcción de viviendas a precio de mercado en su distrito. Durante su campaña electoral en 2022, Campos afirmó haber cambiado de opinión sobre la prohibición de este tipo de viviendas. En 2016, Campos organizó manifestaciones en contra de una propuesta de «bonificación de densidad», mediante la cual se permitiría a los desarrolladores en San Francisco construir edificios más altos a cambio de aumentar el número de unidades de vivienda asequible en los edificios.
En abril de 2016, Campos presentó una legislación que impondría multas de $1 000 al día a las empresas de alquiler a corto plazo, como Airbnb, por cada anuncio que no estuviera registrado en la ciudad de San Francisco. Después de que la Junta de Supervisores aprobó la legislación, Airbnb demandó a la ciudad, alegando que la ley violaba la Ley de Decencia en las Comunicaciones, que prohíbe al gobierno responsabilizar a los sitios web por el contenido publicado por los usuarios. Campos luego introdujo nuevas enmiendas a la legislación para intentar abordar los desafíos de la demanda.
En 2021, Campos expresó su oposición a una propuesta para construir 495 unidades de apartamentos (el 25% de las cuales serían viviendas asequibles) en un lote de estacionamiento de Nordstrom. Campos afirmó que su postura no era «anti-vivienda», sino que los apartamentos causarían desplazamiento: «existe un miedo muy real al desplazamiento de las personas que viven alrededor [del lote de estacionamiento]».

## Asamblea del Estado de California

### Candidatura a la Asamblea del Estado de California en 2014
El 1 de agosto de 2013, Campos presentó documentos en el Ayuntamiento de San Francisco para postularse a un escaño en la Asamblea Estatal de California por el Distrito 17 (la mitad oriental de San Francisco). Campos avanzó a las elecciones generales junto al Supervisor de San Francisco, David Chiu, en las primarias del martes 3 de junio de 2014, obteniendo el 43% de los votos. Chiu ganó el 48% de los votos y el candidato republicano, David Salaverry, obtuvo el 8.5%. Chiu venció a Campos en las elecciones generales con el 51% de los votos.

### Candidatura a la Asamblea del Estado de California en 2022
Para septiembre de 2021, Campos había anunciado su intención de postularse para el escaño del Distrito 17 de la Asamblea que quedaría vacante cuando David Chiu asumiera el cargo de Fiscal de la Ciudad de San Francisco. En la elección especial celebrada el 15 de febrero de 2022, Campos quedó en segundo lugar con 33 448 votos (35.67%). Como ningún candidato obtuvo el 50% de los votos, los dos principales candidatos, Campos y Matt Haney, pasaron a la segunda vuelta el 19 de abril de 2022.
Al presentar sus documentos de candidatura para la elección especial, Campos declaró su ocupación como «abogado de derechos civiles». En una carta dirigida al Secretario de Estado de California, Matt Haney cuestionó la precisión de esa declaración, argumentando que el rol de jefe de gabinete de un fiscal de distrito es supervisar las operaciones y la administración, no ejercer como abogado. Cuando el Secretario de Estado de California rechazó la objeción de Haney, este presentó una demanda contra la oficina. En febrero de 2022, la jueza Shelleyanne Chang, de la Corte Superior de Sacramento, falló a favor de Haney, argumentando que la designación de abogado de derechos civiles era «engañosa para los votantes». La jueza Chang ordenó que Campos ya no pudiera describirse como abogado de derechos civiles o abogado de justicia penal, y que en la boleta de la segunda vuelta debía figurar como administrador de justicia penal.

## Carrera posterior a la supervisión
En marzo de 2017, Campos fue nombrado uno de los siete subdirectores ejecutivos del Condado de Santa Clara para liderar la División de Equidad y Justicia Social, centrada en temas relacionados con la comunidad LGBTQ, inmigración, competencia cultural, trabajo y el Censo. Durante la pandemia de COVID-19, Campos coordinó las comunicaciones del gobierno en idiomas distintos del inglés.
En septiembre de 2020, se convirtió en jefe de gabinete del Fiscal de Distrito de San Francisco, Chesa Boudin. En una entrevista, Campos mencionó que el largo trayecto a Santa Clara y la oportunidad de trabajar en reformas significativas de la justicia penal lo motivaron a aceptar el nuevo puesto. En noviembre de 2021, Campos tomó una licencia de su rol como jefe de gabinete. En diciembre de 2021, Campos fue mencionado en una demanda presentada por un exinvestigador de la oficina del fiscal. El demandante alegaba que fue despedido injustamente por informar y sancionar violaciones a la Cuarta Enmienda de la Constitución de los Estados Unidos en la oficina.
Campos es uno de los dos vicepresidentes del Partido Demócrata de California. Anteriormente, fue miembro del Comité Central del Partido Demócrata del Condado de San Francisco de 2016 a 2021, y elegido dentro de ese cuerpo como presidente del Partido Demócrata de San Francisco de 2017 a 2021.